# Ella Koblo Gulama
Ella Koblo Gulama, född 1921, död 2006, var en liberiansk politiker.  
Hon blev 1957 den första kvinnliga parlamentsledamoten i Sierra Leone. 
Hon var hövding i Kaiyamba 1953–2006. 